# Minicorona tricarpa
Minicorona tricarpa är en fjärilsart som beskrevs av Edward Meyrick 1913. Minicorona tricarpa ingår i släktet Minicorona och familjen äkta malar. Inga underarter finns listade i Catalogue of Life.